# Епирско въстание
Епирското въстание или Бунтът в Епир от 1854 г. е гръцко въстание в Епир, потушено от османските власти.
Избухва на 30 януари 1854 г. в селата източно от Арта в Амбракия – Епир по време на Кримската война (1853 – 1856), инспирирано от страна на общественото мнение в Кралство Гърция, и довело Атина до ръба на войната срещу Османската империя. В отговор на бунта, воюващите срещу Руската империя във войната европейски сили организират морска блокада срещу гръцкото кралство и бунтът бързо заглъхва, потушен от османското правителство. 